# バナナ (曲)
「バナナ」は、千眼美子と小中学生の音楽ユニット「リトル・アンツ」との楽曲。シングル曲。幸福の科学グループのARI MUSICから2020年9月8日にリリースされた。

## 概要
楽曲「バナナ」は「傷つき落ち込んだ人がいれば寄り添い、手を差し伸べよう」とする他人を思いやる心を育み、「暗い気持ちはみんなで吹き飛ばそう！」というメッセージを込めた楽曲で、幸福の科学「エンゼル精舎」シリーズの楽曲の一つ。
ミュージック・ビデオのショートバージョンが、2020年7月末に公開された。この再生回数は、公開から1カ月弱で12万回程度（同年8月20日時点）、CD発売などのリリース日での再生回数は約27万回を超え（同年9月6日時点）、34万5800回（2023年2月7日現在）。
ラジオ番組「天使のモーニングコール」でも放送された
米国、トップショート映画祭(Top Shorts Film Festival)の2020年7月度で「名誉楽曲賞」を受賞した
。

## チャートイン
- Amazon music新着・売れ筋ランキングで、キッズ・ファミリー部門・1位・2020年9月10日時点
- iTunes Store、J-Pop トップソング、タイ、18位、2020年11月4日
- Apple Music、J-Pop トップソング、エクアドル、39位、2022年3月10日
- Apple Music、J-Pop トップソング、ブラジル、49位、2021年9月27日
- iTunes Store、J-Pop トップソング、アメリカ、58位、2020年9月16日
- iTunes Store、J-Pop トップソング、日本、184位、2020年9月9日

過去ランキング

## 収録内容
- CD + DVD 2枚組セット
  - 〈CD〉　収録時間：5分45秒

1.「バナナ」 [2:52]
作詞・作曲：大川隆法
編曲：大川咲也加、原田汰知
2.「バナナ」(Instrumental)
  - 〈DVD〉

1. 「バナナ」Music Video [3:36]
2. 「バナナ」Dance Clip

## 「リトル･アンツ」メンバー
ゆら (13歳)、ひかる (10歳)、みつき (8歳)、モアナ (8歳)、ユーゲン (11歳) の男女5人。アンツ（アリ）は、千眼美子の所属事務所ARI Productionに由来する。楽曲「バナナ」のために結成された子どもユニットであるが、その後も活動を継続している。年齢は楽曲「バナナ」リリース時点のもの。
リトル･アンツによる楽曲は、本楽曲の他に下記の物がある。
- エル・カンターレの歌

エンゼル精舎シリーズの曲、CD 音楽配信
作詞・作曲：大川隆法
編曲：大川咲也加、岩﨑光生
歌唱：田中宏明 with リトル・アンツ
レーベル：幸福の科学出版
発売日：2021年2月28日
型番： C 518
EAN 4582316051809
- カレーライスの歌 ／ ミルク

エンゼル精舎シリーズの曲、CD+DVDセット2枚組 音楽配信
（DVDは「カレーライスの歌」のみ）
作詞・作曲：大川隆法
編曲：大川咲也加、松本ジュン（カレーライスの歌）、岩﨑光生（ミルク）
歌唱：リトル・アンツ（カレーライスの歌）、森成美（ミルク）
レーベル：幸福の科学出版
発売日：2021年4月29日
型番： W 100
EAN 4582316051953

## 絵本
音楽CD「バナナ」の歌の内容が絵本として幸福の科学出版より2021年11月6日に発刊された。
- 著者 大川隆法『バナナ〔絵本〕』幸福の科学出版、2021年11月6日[13]、ISBN 978-4-8233-0289-3

この絵本化は、楽曲「エル・カンターレの歌」や「カレーライスの歌」などでも行われている。

## 受賞
5か国 12 冠。(2020年9月末更新)
米国　トップショート映画祭(Top Shorts FilmFestival)
2020年7月度 名誉楽曲賞
米国　インディフェスト映画賞(The IndieFEST Film Awards)
2020年7月度 功労賞（ミュージックビデオ部門）
米国　フェスティジャス映画祭(Festigious International Film Festival)
2020年7月度 最優秀ミュージカル・ダンス映像賞
2020年7月度 名誉楽曲賞
イタリア　オニロス映画賞(Oniros Film Awards)
2020年7月度 最優秀振付賞
2020年7月度 名誉楽曲賞
米国　ニューヨーク国際映画賞(New York International Film Awards)
2020年7月度 審査員最優秀賞（ミュージックビデオ部門）
英国　CKF国際映画祭(CKF International Film Festival)
2020年7月度 最優秀ミュージックビデオ賞
米国　X ワールド短編映画祭
子供向け短編部門最優秀 作品賞
ロシア　ロシア・ユース・ポジティブ映画祭
子供向け最優秀ポジティブミュー ジックビデオ賞
チリ　ザ・サウス国際映画芸術祭
2020年8月度「短編部門名誉プロダ クション賞」
2020年8月度「最優秀ミュージックビデオ賞」